# Zea diploperennis
Espèce
Classification phylogénétique
Zea diploperennis est une plante tropicale herbacée vivace de la famille des Poacées.

## Distribution
Cette téosinte est endémique du Mexique avec une aire restreinte de répartition à une altitude de 1 400-2 400 m dans la sierra de Manantlán dans le sud-ouest de l'état de Jalisco au Mexique.

## Description
2-2,5 m de haut.
2 à 15 panicules mâles disposés de façon assez lâches. Fruits trapézoïdales. Racines soit en longs rhizomes soit tubérisé.
D'une morphologie assez semblable à diploperennis, il peut en être distingué par ces panicules mâles plus relâchés et plus nombreuses et par ces rhizomes qui peuvent être tubérisés.
C'est la seule espèce du genre Zea qui soit pérenne (sans compter Z. perennis qui en dérive probablement) toutes les autres sont annuelles.
Elle est considérée comme un des ancêtres possible du maïs cultivé.

## Génétique
Sa numération chromosomique est standard du genre Zea (2x=2n=20)
De récentes analyses montrent que cette espèce et perennis ont toutes deux des gènes du groupe Zea mays ce qui montrerait une divergence assez récente.
Elles s'hybride avec le maïs cultivé avec 49 % d'efficacité. C'est la deuxième espèce qui présente la plus grande affinité génomique avec le maïs (la première étant Z. mays mexicana).
Cette hybridation est étudiée pour sa tolérance aux climats chauds et secs, sa résistance aux maladies et prédateurs, sa capacité de tallage importante, et sa capacité pérenne.